# Ye Ko Oo
Ye Ko Oo (* 20. August 1994) ist ein myanmarischer Fußballspieler.

## Karriere

### Verein
Seit 2010 spielt Ye Ko Oo für Yadanarbon FC. Der Verein aus Mandalay spielt in der höchsten Liga des Landes, der Myanmar National League. Bis heute steht er bei Yadanarbon unter Vertrag.

### Nationalmannschaft
Ye Ko Oo spielte 2015 fünfmal in der U23-Mannschaft. Mit dem Team  gewann er die Silbermedaille bei den Südostasienspielen 2015 in Singapur, nachdem man im Finale gegen Thailand 3:0 verlor.
Seit 2016 spielte Ye Ko Oo 22 Mal für die myanmarische Nationalmannschaft.

## Erfolge

### Verein
Yadanarbon FC
- Myanmar National League

Meister: 2009, 2010, 2014, 2016
Vizemeister: 2015
- AFC President’s Cup

Sieger: 2010

### Nationalmannschaft
- Südostasienspiele

2. Platz: 2015